# 然巴·土登贡钦

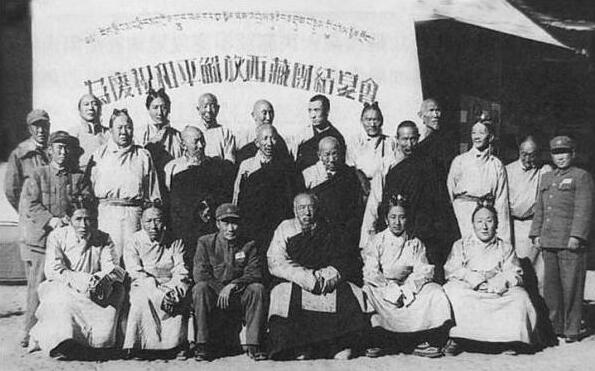
1951年10月28日，然巴出席中国人民解放军第十八军在拉萨“八南雄”举行的“为庆祝和平解放西藏团结宴会”

然巴·土登贡钦（藏語：རམ་པ་ཐུབ་བསྟན་ཀུན་མཁྱེན་，威利转写：ram pa thub bstan kun mkhyen；1896年—1960年）又譯然巴·土登贡庆，然巴·土登贡秋，藏族，西藏拉萨人，西藏贵族、噶厦官员。

## 生平
然巴·土登贡钦是西藏贵族然巴家族的成员。早年主持类乌齐寺达3年，并且在波窝和康区担任检察官。1933年，成为仲译钦莫。1939年，获赐大喇嘛称号。1944年9月，被任命为噶倫赤巴，接替卸任的噶倫赤巴丹巴绛央。当时，然巴·土登贡钦是噶厦中最有影响的人物，也是西藏摄政达扎·阿旺松绕的重要支持者。1951年中国人民解放军進駐拉萨后不久，他便辞职。1959年拉萨骚乱发生，他企图躲避，但因为年岁太大，无力跑出彭域地区，而遭到中国政府逮捕。不久便逝世。